# 썸바디패밀리
썸바디패밀리(영문:Somebody Family) 2016년에 한국 기업인 (주)오소에서 자사의 O2O 서비스의 채팅에서 이모티콘으로 사용하기 위해 직원들을 모티브로 하여 개발한 캐릭터들이다. 직원들의 성격과 개성을 반영하여 12마리의 동물 캐릭터로 구성이 되어있다. (주)오소에서 저작권을 가지고 있으며 2018년에는 중국 PVC 완구 제조/유통 회사를 통해 피규어 악세사리, 에어팟 악세사리, 차량용 방향제, 저금통, 무드 등 33종의 제품에 라이선스를 제공하고 있다.

## 콘텐츠(STORY) 연재
썸바디패밀리의 스토리는 주변에서 흔히 만나 볼 수 있는 성격들의 캐릭터들이 가족처럼 지내는 과정에서 일어나는 에피소드를 인스타그램, 페이스북, 트위터, 블로그 등을 통해 정기적으로 연재하고 있으며, 특별한 날(밸렌타인데이, 만우절, 어린이날 등)마다 그 날을 기념하는 그림을 배포하고 있다.

## 등장 인물
| 이미지 | 이름               | 성격 |
| ------ | ------------------ | --- |
|        | 너이거(NUIGO)      | 공직생활을 마치고 여생을 보내는 중이다. 항상 교과서적인 생각을하며 산다. 주위에 항상 삶의 가르침을 주려고 애쓰지만 실제 삶과는 어긋나는게 많다. 하지만 너이거의 대사를 통해 올바른 삶에 대해 생각하게 된다.                                                                                     |
|        | 호야(HOYAA)        | 실체를 알 수 없는 4차원의 캐릭터. 살아가는 장식에서 너이거와는 때때로 상반되는 주장을 한다. 자신만의 과거의 경험을 바탕으로 인생은 교과서적인 방법으로는 해결되지 않음을 알려준다. 어디까지가 장난이고 어디까지가 진심인지 도무지 파악이 안되지만 항상 주변의 어려운 상황을 잘 해결 해 준다.    |
|        | 쭈니(JJUNY)        | 호기심과 장난기가 가득한 코알라. 즐겁게 사는것 만이 진정한 삶의 이유라고 생각한다. 어떤 일이든 쉽게 쉽게 잘 해결하는 호야를 잘 따른다. 늘 긍정적이고 순수하지만 한번씩 욕심을 부려서 말썽을 피우기도 한다.                                                                                      |
|        | 이리(ERRY)         | 미련한 곰이라고 하지만 사실은 너무 신중하고 진지해서 그렇다. 항상 너이거의 교과서적인 가르침과 호야의 꼼수같은 방법 사이에서 혼란을 겪는다. 이러한 이리의 진지함과 신중함으로 종종 큰 위기에서 탈출하기도 한다.                                                                                 |
|        | 코올(COHOL)        | 성격이 급하지만 여린 강아지. 바르게 살아가려고 하지만 현실의 벽에 부딪혀서 항상 힘들어 한다. 그래서 술을 마시고 편하게 살려고 노력(?)한다. 때때로 다른 캐릭터의 생각과 행동이 마음에 들지 않아 나서지만 항상 결과가 좋지는 않다. 삐뚤게 사는건 원하지 않고 바르게 살기엔 너무 힘들다.           |
|        | 노미(NOMI)         | 자연을 사랑하고 연구하는 것을 좋아하는 재주꾼 여우. 우리 주변에 있는 잡동사니들을 가지고 멋진 물건을 만들어 낸다. 노미가 만든 물건을 쭈니가 훔쳐가서 쭈니와 자주 다툰다. |
|        | 엘레간떼(ELEGANTE) | 어려움이라곤 겪어보지 못했을 것 같은 귀족 고양이. 하지만 어려움없이 사는 존재는 없다. 말은 안하지만 속깊은 고양이다. 항상 풍기는 이미지때문에 오해를 사지만 일일이 대응하지 않는다. 남의 시선보다는 삶의 질을 중요하게 생각한다. 하지만 절대로 남에게 폐를 끼치는걸 싫어한다.                   |
|        | 표고(PYOGO)        | 말도 없고 표정도 없는 표고. 그래서 그런지 입이 없다. 남의 이야기를 잘 들어준다. 조커같은 사나이 표고. 누군가가 꼭 해야 될 일이 있는데 아무도 안하고 있다면 항상 표고가 묵묵히 해놓는다. 모두들 나중에 되어서야 안다. 있는듯 없는듯 하지만 없어선 안되는 존재가 있다면 바로 표고같은 캐릭터이다. |
|        | 캉(KANG)           | 인스턴스 커피를 좋아하는 고릴라. 바리스타 캉. 자주가는 단골 카페의 주인같은 캐릭터. 캐릭터와 캐릭터를 연결해 주는 캐릭터. 모든 소식과 정보는 캉에게 물어보면 다 안다. |
|        | 림슨(RIMSON)       | 시골 촌뜨기 토끼. 티비를 보며 도시 생활의 로망을 갖고 무작정 도시로 나온 토끼. 폼생폼사. 꾸미는걸 좋아하고 엉뚱하지만 절대로 나쁜짓은 안한다. 도시적인 신사를 꿈꾸지만 항상 급한 상황에서 종종 시골뜨기의 마당쇠 버릇이 나온다. 항상 친절하고 부드러운 토끼다.                                  |
|        | 망치(MANGCHI)      | 사교성이 뛰어난 프렌치 독. 항상 합리적으로 일을 해결하려고 한다. 친화력이 뛰어나 다툼이 생기면 망치가 해결 해 준다. 하지만 공짜는 없다. 모든 일에는 대가가 있다는 교훈을 잘 가르쳐주는 캐릭터이다. 겉으로는 계산적이고 속물같아도 속으로는 힘든건 혼자 책임지려고 하는 속깊은 캐릭터이다.       |
|        | 우리(URI)          | 철없는 쥐. 아직 어려서 세상일이 소꿉놀이 같다. 사람을 잘 따라서 만나는 사람에 따라 성격이 바뀐다. |